# Nicolás Emilfork
Nicolás Emilfork es un concertista en guitarra clásica chileno, que se desempeña como profesor de postgrado en el Magister en Interpretación Musical de la Universidad de Chile, siendo además Director Artístico de la Fundación Guitarra Viva Ernesto Quezada. Definido por la crítica especializada como un guitarrista de “técnica notable” y de “clara expresividad interpretativa y limpio sonido”, obtuvo su Doctorado en Artes Musicales bajo la guía del destacado guitarrista Adam Holzman en The University of Texas at Austin, Estados Unidos, institución donde realizó un Master of Music, ambos con las máximas calificaciones. Emilfork obtuvo su Licenciatura y Título en Interpretación Musical en Guitarra, ambas con distinción máxima, en la Facultad de Artes de la Universidad de Chile, en la cátedra del maestro Ernesto Quezada. Entre 2015 y 2018 obtuvo doce premios en concursos internacionales, incluyendo el primer premio y el premio de la audiencia en Texas International Guitar Festival and Competition.

## Biografía
Nació en Santiago de Chile e inició sus estudios en la cátedra del maestro Ernesto Quezada en la Facultad de Artes de la Universidad de Chile. En esta institución obtuvo su licenciatura en Artes y Título en Interpretación Musical, ambas con distinción máxima. Posteriormente, gracias a una beca del gobierno de Chile continuó sus estudios de postgrado en Estados Unidos, bajo la guía del destacado guitarrista Adam Holzman, en The University of Texas at Austin, obteniendo el grado de Master of Music el año 2013 y posteriormente el Doctor of Musical Arts, ambos con las máximas calificaciones.
En los últimos años obtuvo doce premios en concursos internacionales, incluyendo el primer premio y el premio de la audiencia en Texas International Guitar Festival and Competition. Algunos de los certámenes donde ha sido galardonado son: Texas International Guitar Festival and Competition 2018, Florida International Guitar Competition 2018, Sierra Nevada Guitar Competition 2017, ECU Guitar Competition 2017, Lone Star Guitar Competition 2017, Colorado Guitar Competition 2017, Nancy L. Cooke Memorial International Guitar Competition 2016, Louisville Guitar Competition 2016, Lone Star Guitar Competition 2016, ECU Guitar Competition 2016, Columbus Guitar Competition 2016, Southern Guitar Competition 2015 y Colorado Guitar Competition 2013.
El año 2018 regresa a Chile luego de residir siete años en Estados Unidos y se integra al cuerpo de profesores del Magister en Interpretación Musical de la Universidad de Chile y al equipo de la recientemente creada Fundación Guitarra Viva -Ernesto Quezada. Posteriormente el año 2019 es nombrado Director Artístico de dicha institución, siendo también miembro del Comité Académico del Magister, además de Profesor de Guitarra y Música de Cámara. Recientes conciertos y presentaciones incluyen recitales en Oklahoma City University, Loyola University, Centro Cultural de Villarrica, Aula Magna USACH, Texas Guitar Festival, Mcnesse State University, Texas A&M University,  Semanas Musicales de Frutillar, entre muchos otros.
Como intérprete se ha presentado en Chile, Estados Unidos, España, Marruecos, Francia, Grecia, Portugal, Austria y Argentina. Destaca su participación en el Festival Internacional de Guitarra Entrecuerdas; en el Festival Internacional de Guitarra Ciutat d’Elx, España; en el Festival Internacional Guitarras de América; en el Festival Les Cordes Pincées de Rabat, Marruecos; junto a sus actuaciones con la Orquesta Clásica de la USACH, la Orquesta Provincia Marga Marga y el UT New Music Ensemble.
Como investigador ha presentado su trabajo en conferencias tales como la reunión anual de la American Musicological Society en Vancouver, Canadá, el año 2016. Su tesis doctoral Redefining the Concept of Latin American Music for Guitar Through Three Twentieth and Twenty-First-Century Guitar Sonatas: Tensions, Certainties, and Perspectives, explora, describe y analiza tres sonatas escritas por los compositores latinoamericanos Carlos Guastavino, Guido Santórsola, y Roberto Sierra.
Actualmente es Director Artístico de la Fundación Guitarra Viva, Profesor en el Magister en Interpretación Musical de la Universidad de Chile, y Profesor en el Core de Música de la Universidad Adolfo Ibáñez.